# Christian Mrasek
Christian Mrasek (* 1970 in Stuttgart) ist ein deutscher Filmregisseur.
Christian Mrasek hat viele seiner Filme zusammen mit Jukka Schmidt und Rainer Knepperges realisiert. Sein Kino-Debüt war Die Quereinsteigerinnen.
Des Weiteren war er Mitglied des Kölner Filmclubs 813 und der sogenannten Kölner Gruppe, einem losen Zusammenschluss von Kölner Filmemachern, welcher weniger durch gezielte Zusammenarbeit, als durch die einzelnen Filme aller – im Zusammenhang gesehen – zu definieren ist.

## Filmografie (Auswahl)
- 1996: Der Servantilist (Regisseur, Drehbuchautor, Produzent) zusammen mit Jukka Schmidt
- 1998: Roulez Relax (Regisseur, Drehbuchautor, Produzent) zusammen mit Jukka Schmidt
- 1999: Möller 3000 (Regisseur) zusammen mit Bernhard Marsch
- 2001: Tour Eifel (Regisseur, Produzent) zusammen mit Rainer Knepperges
- 2005: Die Quereinsteigerinnen (Regisseur, Produzent) zusammen mit Rainer Knepperges
- 2008: Étoile Marrakech (Regisseur, Drehbuchautor), Episode aus 24h Marrakech (Produktion RIF-Film)
- 2013: Hans Dampf (Regisseur, Drehbuchautor, Produzent, Editor) zusammen mit Jukka Schmidt

## Auszeichnungen
- 2001: FBW-Prädikat: besonders wertvoll; Lobende Erwähnung beim Filmfest Dresden für Tour Eifel
- 2002: Publikumspreise für Tour Eifel bei  den Rüsselsheimer Filmtagen und bei den Grenzlandfilmtagen Selb.